# Voll daneben – Gags mit Diether Krebs
Voll daneben – Gags mit Diether Krebs ist eine Comedy-Sendung, die 1990 vom Bayerischen Rundfunk für die ARD produziert wurde. Es wurden nur sechs Folgen produziert; der Aufbau erinnerte stark an den Vorläufer Sketchup.

## Konzept
Jede Folge beginnt mit einer Lauftreppe mit Bodennebel. Sie wird mit der Anfangsmusik des Earth-Wind-and-Fire-Songs In The Stone eingeleitet. Krebs bricht durch eine Papierwand mit seinem Namen und geht die Treppe hinunter. Er wirkt bereits etwas verunsichert und wird dann auch prompt von seiner Mutter (ebenfalls von ihm gespielt), die durch die Produktionstüre hineinkommt, unterbrochen. Sie erzählt dann dem Team Peinlich-intimes aus Krebs’ Privatleben oder seiner Jugendzeit, was er immer verkrampft lächelnd abnickt.
Nach der Aufforderung seiner Mutter „sei komisch – bring uns zum Lachen“ folgen dann die Sketche, die in jeder Folge eine feste Stammbesetzung haben:

### Pit Cock – des Teufels Steuerknüppel
Eine Satire auf Flugserien, in der Pilot Pit Cock mit seinem Copiloten Manfred Musch und der Stewardess Hanna Halterlos aberwitzige Abenteuer bestehen müssen. Der Sketch beginnt mit einem Prolog, dann einem Vorspann, indem sogar alle Darsteller noch einen Schauspielernamen, der auf einen realen Schauspieler anspielt, haben und einem Kerngag. Zum Schluss folgt eine Vorschau der nächsten Folge als weiterer Gag.
- Will Plattflieg (Anspielung auf Will Quadflieg) als Pit Cock (Diether Krebs)
- Sitzgurt Solbach (Anspielung auf Sigmar Solbach) als Manfred Musch (Tilo Prückner)
- Elenore Düse (Anspielung auf Eleonora Duse) als Hanna Halterlos (Anja Schiller)

### Familie Ballerstaller
Die etwas zurückgebliebene Familie Ballerstaller besteht aus Vater (Krebs), Mutter (Heym) und Sohn (Horwitz). Als Nachbar Eddie Ehrlich agiert Peter Bongartz. Running Gags sind das Kopf-durch-die-Scheibe-Ritual, wenn es was draußen zu sehen gibt, die ausgekippten Getränkegläser, wenn die Uhrzeit erfragt wird, sowie die laute Spülung des Sohnes im Bad. Häufig geht es um Intelligenz-Fragen zwischen Eddie und Vater Ballerstaller. Als weiteres verwechseln einige der Darsteller die Tür des Putzraumes mit der Haustür.
Der Name des Familienvaters ist identisch mit dem Namen eines in Schlusstiteln der Serie genannten Redaktionsmitarbeiters der Serie, dem späteren Comedyproduzenten Josef Ballerstaller.

### Harry Hunger
Harry Hunger (der beste Koch) erscheint hinter seinem Tresen unter einer nach oben fahrenden Abzugshaube und präsentiert im neuhessischen Regiolekt kulinarische Gerichte unter anderem aus Hamburg (Labskaus), Frankreich (Zwiebelsupp’) oder Russland (Borschtsch). Er trägt jeweils ein passendes Halstuch mit der Fahne oder Wappen der Region. Passend dazu hat er auch eine andersfarbige Hintergrundbeleuchtung (z. B. Russland – rot). Im Grunde sind die Rezepte total unsinnig oder gar nicht durchführbar. Nebenbei werden die jeweiligen Gerichte auch durch Klischees stereotypisch verunglimpft. Ein weiterer Running Gag ist, dass er jeweils ein passendes Getränk dabei hat, das er meistenteils dem Gericht vorzieht.

### Berühmte Gesangsklassiker
Diether Krebs tritt jeweils als Frau verkleidet auf einer Bühne und Ulrich Roski als Klavierspieler auf. Er singt dabei je Sendung den vorgegebenen Klassiker falsch bzw. mit einem aberwitzigen Text neu. Als Running Gag sagt er meist mit einer Anspielung des Originals den Satz „Im […] konnt’ ich’s noch!“.
- „Ich bin von Kopf bis Fuß auf Liebe eingestellt“
  - Ich hab beim Omnibus die Haube eingedellt …
  - Ich hab dem Negerkuss die Hülle abgepellt …
  - Ich hab nach Schnapsgenuss die Triebe eingestellt …
- „Weiße Rosen aus Athen“
  - Weißblechdosen mit Arsen …
  - Wahlprognosen um halb Zehn …
  - Weite Hosen können stehen …
- „Capri-Fischer“ (Wenn bei Capri die rote Sonne im Meer versinkt …)
  - Wenn bei Capri die flotte Lotte im Meer ertrinkt …
  - Wenn beim Capri die rote Lampe vom Ölstand blinkt …
  - Wenn bei Capri der alte Käse im Kühlschrank stinkt …
- „So ein Tag, so wunderschön wie heute“
  - Hundert Mark für hundertfünfzig Bräute …
  - Dieser Park, in dem mein Pferd so scheute …
  - Meinen Sarg bestelle ich mir  heute …
- „Schenkt man sich Rosen in Tirol“
  - Sprengt man den Rasen in Tirol …
  - Schenkt man sich Dosen mit Lysol …
  - Schwenkt man die Hosen in Petrol …
- „Wenn der weiße Flieder wieder blüht“
  - Wenn der greise Dieter wieder sprüht …
  - Wenn die geile Frieda Glieder sieht …
  - Wenn der schnelle Brüter wieder glüht …

## Abschluss der Sendung
Zum Abschluss präsentiert Krebs seine Musikcombo, deren Mitglieder alle von ihm selbst dargestellt werden:
- Bobby Backe – Trompete
- Theo Tusch – Schlagzeug
- Zacki Zupf – Kontrabass
- Teddy Taste – Piano
- Kalli Kanne – Saxophon
- Ernie Engel – Posaune

Danach wird er wiederum von seiner Mutter unterbrochen, die Weiteres aus dem Nähkästchen erzählt und nun ihren Sohn auffordert, etwas Lustiges zu machen. Dieser beendet daraufhin mit einem Gute Nacht die Sendung.

## Besonderheiten
In einigen Gags tauchen einmal Gastdarsteller auf, wie Dr. Dressler aus der Lindenstraße (Ludwig Haas), Ron Williams oder Rex Gildo, der für sein Konzert vorsorglich das Wurf-Gemüse seiner unzufriedenen Zuhörer aufkauft. Des Weiteren ist unter anderem  Norbert Gastell, der ehemalige Synchronsprecher von Homer Simpson und  Ehemann von Sketchcombo-Mitglied Karin Heym, zu sehen.

## Veröffentlichungen
Im Jahre 2007 wurde die Serie durch ARD Video auf DVD veröffentlicht. Sie enthält als Extra die Dokumentation Funny Boy Diether Krebs.